# Chiesa di Santa Maria Nascente (Livigno)
La chiesa di Santa Maria Nascente, nota anche semplicemente come chiesa di Santa Maria, è la parrocchiale di Livigno, in provincia di Sondrio e diocesi di Como; fa parte del vicariato di Bormio.

## Storia
L'originaria chiesa di Livigno, sorta all'inizio del XIV secolo e filiale della pieve di Bormio, venne menzionata per la prima volta in un documento datato 29 giugno 1325; fu poi consacrata nel 1469.
Tale chiesa fu eretta a parrocchiale il 19 agosto 1477 con un decreto del vescovo di Como Branda Castiglioni.
Dalla relazione della visita pastorale del 1614 del vescovo Filippo Archinti si apprende che la parrocchiale livignese aveva come filiali le chiese di San Rocco e di Sant'Antonio; nel 1651 la stessa risultava essere compresa in vicariatu, plebe et comitatu Burmij.
Dai Quesiti Amministrazione Adda e Oglio del 1798 s'apprende che il clero a servizio della comunità era costituito dal prevosto e da due coadiutori e che il giuspatronato dei benefici coadiutorali e parrocchiali apparteneva alla vicinia.
La prima pietra della nuova chiesa venne posta nel 1884; l'edificio fu poi portato a compimento nel 1887.
Nel 1892 il vescovo Andrea Carlo Ferrari, compiendo la sua visita pastorale, annotò che la parrocchiale di Livigno, nella quale avevano sede le confraternite del Santissimo Rosario, del Santissimo Sacramento, della Buona Morte, della Beata Vergine del Carmine, del Sacro Cuore di Gesù e del Sacro Cuore di Maria, aveva come filiali le chiesette dei Santi Rocco e Sebastiano, della Beata Vergine Addolorata di Florino, della Beata Vergine di Caravaggio, della Beata Vergine Immacolata nella borgata di Viera, dei Santi Antonio Abate e Antonio di Padova, della Beata Vergine Addolorata in località Federia, e di San Giuseppe.
Negli anni trenta la chiesa divenne sede del neo-costituito vicariato di Livigno, che, tuttavia, fu soppresso dal vescovo Felice Bonomini il 20 agosto 1952 ed aggregato a quello di Bormio.
Il 10 aprile 1984 la parrocchia di Livigno passò al vicariato della Valtellina Superiore, salvo poi tornare in quello di Bormio.

## Descrizione

### Facciata
La facciata della chiesa, che è anticipata da un avancorpo caratterizzato da un timpano di forma semicircolare, è a salienti ed è suddivisa da una cornice marcapiano in due registri, entrambi scanditi da lesene, il superiore dei quali è caratterizzato dal rosone ed è concluso dal timpano triangolare.

### Interno
Opere di pregio qui conservate sono i dipinti raffiguranti scene della vita della Madonna, eseguiti da Giorgio Staina nel 1709, gli altari laterali della Vergine del Rosario, della Madonna del Carmine, della Morte, di San Francesco d'Assisi, della Vergine di Lourdes e del Sacro Cuore di Gesù la Via Crucis, risalente al 1961, i dipinti del Trionfo dell'Eucaristia, dell'Incoronazione di Maria e dell'Annunciazione di Maria Santissima, e le statue dei Quattro Evangelisti, poste sul pulpito.